# Punta Lobos
La punta Lobos es un accidente geográfico costero ubicado en el departamento Deseado en la Provincia de Santa Cruz (Argentina), más específicamente en la posición  47°57′46″S 65°50′14″O / -47.96278, -65.83722. Se ubica en el extremo norte de la  bahía de los Nodales. Se encuentra a 2,3 kilómetros al oeste de isla Lobos y a 6,4 kilómetros al noreste de la isla Guano.
La punta está constituida por afloramientos rocosos porfíricos de la formación Bahía Laura, los cuales se hallan parcialmente cubiertos por sedimentos de origen holocénico, en especial en su cara este donde se registran algunas pequeñas acumulaciones medanosas, mientras que la parte oeste presenta afloramientos rocosos expuestos con tramos que caen a pique al mar.